# Brenno (III secolo a.C.)
Brenno (... – Eraclea Sintica, 278 a.C.) è stato un condottiero celto.

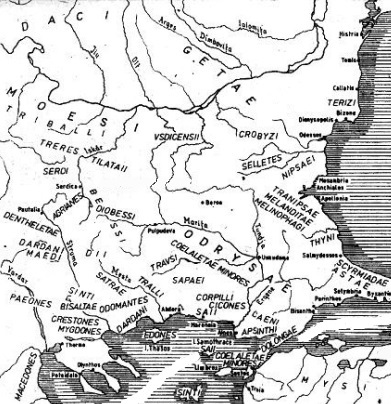
Zona raggiunta dai Galati

Il condottiero conosciuto sotto il nome di "Brenno" è noto dalle fonti classiche per avere guidato il suo popolo, i Galati di ceppo celtico, in una spedizione contro la Grecia e per essere giunto sino al santuario di Apollo a Delfi.
Il suo vero nome non è noto in quanto il termine Brenno era un titolo, un nome che assumevano i condottieri celti in tempo di guerra.